# Pięćdziesiąt twarzy Greya (film)
Pięćdziesiąt twarzy Greya (ang. Fifty Shades of Grey) – amerykański dramat erotyczny z 2015 roku na podstawie bestsellerowej powieści pod tym samym tytułem autorstwa brytyjskiej pisarki E.L. James. Film, w oparciu o scenariusz Kelly Marcel wyreżyserowała Sam Taylor-Johnson. W rolach głównych wystąpili Dakota Johnson jako Anastasia Steele oraz Jamie Dornan jako Christian Grey.
Premiera filmu miała pierwszy raz miejsce 11 lutego 2015 roku na sześćdziesiątym piątym festiwalu filmowym w Berlinie, a 13 lutego, ekranizacja została wydana w Stanach Zjednoczonych przez Universal Pictures i Focus Features. Pomimo ogólnie niekorzystnych recenzji filmu, jego przychody brutto były światowym sukcesem, wynoszące aż 571 mln dolarów na całym świecie, oraz pobił inne rekordy budżetowe.
Podczas trzydziestego szóstego rozdania Złotych Malin Pięćdziesiąt twarzy Greya był najczęściej nominowanym filmem, a wygrał aż pięć statuetek, m.in. w kategorii Najgorszy film oraz za główne role. Dodatkowo, drugi singiel brytyjskiej wokalistki Ellie Goulding "Love Me Like You Do", promujący film otrzymał nominacje do Złotych Globów w kategorii Najlepsza piosenka, natomiast pierwszy singiel przydzielony do promocji ekranizacji kanadyjskiego piosenkarza The Weeknda, "Earned It", otrzymał nominację do Oscarów w tej samej kategorii.
W kolejnych latach ukazały się dwie następne części filmu – Ciemniejsza strona Greya (2017) oraz Nowe oblicze Greya (2018).

## Obsada
- Dakota Johnson jako Anastasia „Ana” Steele
- Jamie Dornan jako Christian Grey
- Eloise Mumford jako Katherine „Kate” Kavanagh
- Jennifer Ehle jako Carla Wilks
- Marcia Gay Harden jako Grace Trevelyan Grey
- Victor Rasuk jako José Rodriguez
- Luke Grimes jako Elliot Grey
- Rita Ora jako Mia Grey
- Max Martini jako Jason Taylor
- Callum Keith Rennie jako Raymond „Ray” Steele
- Andrew Airlie jako Carrick Grey
- Dylan Neal jako Bob Adams
- Anthony Konechny jako Paul Clayton
- Emily Fonda jako Martina
- Rachel Skarsten jako Andrea